# 琴峰书院
琴峰书院，是位于广东省饶平县三饶镇的一所清朝书院。

## 沿革
- 清雍正年间建社学于三饶镇大金山。
- 乾隆二十年（1755年），县令宫文雅创建在城书院；
- 1756年，易名为三饶书院；
- 光绪三年（1877年）改名琴峰书院；
- 光绪三十二年改为县立小学堂；
- 1921年改为饶平县第一高等学堂。
- 1949年后作为三饶镇中心小学。
- 1988年，列入饶平县第二批重点文物保护单位。

## 名人
- 张竞生
- 詹安泰